# Unió Esportiva L'Estartit
La Unió Esportiva L'Estartit es un club de fútbol femenino de la localidad de Estartit, en plena Costa Brava, en el municipio de Torroella de Montgrí (Gerona) España. Fundado en principio como sección femenina del club deportivo local, consiguió convertirse en el principal equipo de Estartit y actualmente milita en la Segunda División, segunda categoría del fútbol femenino de España.

## Historia
La U. E. L'Estartit nace en 1983. La sección femenina aparece en 1992 a partir de las demandas de varias chicas del pueblo y alrededores que querían la creación de una sección femenina dentro del equipo local. Cuando el equipo masculino descendió a Tercera Regional, el equipo desapareció y se volcaron los esfuerzos del club en la sección femenina, que había comenzado a ganar varios campeonatos locales.
Este club es el único conocido que ha apostado abiertamente por el equipo femenino eliminando los equipos masculinos. Algo totalmente inusual en el mundo del fútbol español.
La U. E. L'Estartit ascendió a Primera Nacional y comenzó a deparar sorpresas como la disputa de la "Final de Madrid de la Copa Federación" contra el C. D. Rayco de Las Palmas o la eliminación del R. C. D. Español, y se convirtió en el equipo referente del fútbol femenino gerundense, además de fichar a jugadoras de clubes como el F. C. Barcelona, RCD Español o Sabadell entre otros clubes catalanes.
Desde 2005 hasta 2007 el club logró tres ligas consecutivas en la Primera Nacional y en la promoción de 2007 el club consiguió ascender a la Superliga Española. En la temporada 2007-08 el club quedó noveno, a solo un punto del octavo y de la clasificación para la Copa de la Reina. Ha militado ininterrumpidamente durante 5 años en la máxima categoría del fútbol femenino español. Durante estos años ha jugado diversas semifinales de la Copa Cataluña llegando a una Final que perdió contra el FC Barcelona por 3 goles a 0.
Actualmente milita en el Grupo III de la 2ª División Española, siendo el único equipo de la Provincia de Gerona en esta categoría.

## Uniforme
- Uniforme titular: Camiseta roja y blanca a rayas verticales, pantalón negro, medias negras.
- Uniforme alternativo: Camiseta blanca, pantalón blanco, medias blancas.

## Jugadoras

### Plantilla 2013/14
Plantilla 2014/2015
Plantilla 2015/2016
Plantilla 2016/2017